# Бярнат Крауц

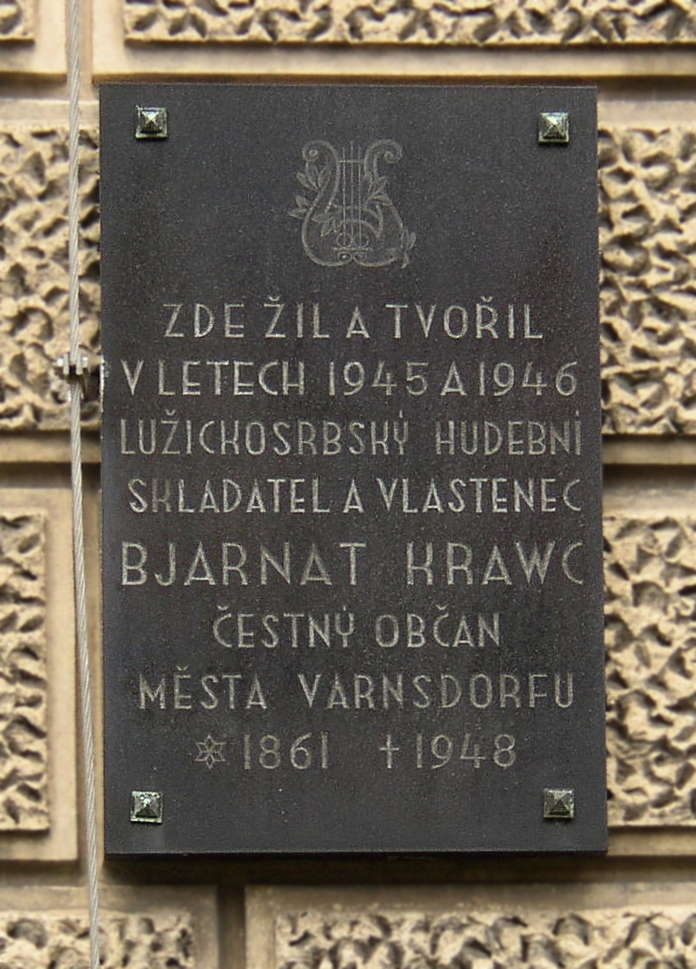
Меморіальна дошка, Варнсдорф, Чехія

Бярнат Крауц, відомий також під німецьким варіантом — Бернхард Крауц-Шнайдер (в.-луж. Bjarnat Krawc, нім. Bernhard Krawc-Schneider; нар. 5 лютого 1861, село Мільштріх, близько Каменця, Німеччина — 25 листопада 1948 року, Варнсдорф, Чехословаччина) — лужицький композитор, хормейстер, музичний педагог і редактор музичної літератури.

## Біографія
Народився 5 лютого 1861 року в лужицькому селі Йітро в околицях Каменця. Після здобуття середньої освіти навчався в педагогічному училищі в Баутцені, яке закінчив у 1882 році. Пропрацювавши деякий час учителем в Дрездені, в 1883 році вступив в королівську Саксонську консерваторію, де в класі Фелікса Дрезеке вивчав музичну композицію. У 1885 році відвідав Прагу, де ознайомився з роботами чеського композитора Бедржиха Сметани. Ця поїздка вплинула на його музичну творчість. Після закінчення консерваторії в 1892 році був керівником різних хорів в Дрездені. У 1889 році заснував лютеранський хор «Čornobóh», в 1893 році — жіночий хор «Schneiderscher Frauenchor» і хор «Volksliedchor».
Після Першої світової війни організовував численні хорові концерти і брав участь у відродженні музичного життя Лужиці. У 1918 році був призначений музичним директором Королівського саксонського хору. У 1922 році заснував Асоціацію лужицьких хорових товариств. У 1926-28 роках був головним редактором першого лужицького музичного журналу «Łužica Škowrončk». Намагався заснувати лужицький симфонічний оркестр, однак через фінансові проблеми йому не вдалося цього здійснити. У 1931 році був обраний членом Чеської академії в Празі.
У 1937 році нацистська влада заборонила йому здійснювати музичну діяльність. Після бомбардування Дрездена в лютому 1945 року втратив своє майно і музичний архів, після чого разом з дочкою Ганкой Крауцец переїхав у невелике чеське місто Варнсдорф, де помер 25 листопада 1948 року.

## Родина
Донька Ганка Крауцец (1901—1990) — серболужицька художниця, графік.
Внук Ян Рауп (1928—2007) — лужицький композитор і історик серболужицької музики.

## Твори
Інструментальна музика
- «Ze serbskeje zemje/Сербська земля», Сюїта, 1894
- «Dopomnjeća raj/Це робить рай», Симфонічне інтермецо, 1925;
- «Drei sorbische Tänze/Три сербських танці», 1931/34;
- «Sechs sorbische Tänze/Шість сербських танців», 1931/34.

Камерна музика
- Streichquartett in c-Moll/Струнний квартет до мінор, 1893;
- Sorbische Rhapsodie für Violine und Klavier/Сорбська рапсодія для скрипки і фортепіано, 1921;
- Miniaturen für Violine und Klavier/Мінітюри для скрипки і фортепіано, 1929;
- Burleska für Violoncello und Klavier/Бурлеска для віолончелі і фортепіно, 1933;
- Kleine Kammerseptette/Маленькі камерні септети, 1933;
- «Ze serbskeje hole», 14 п'єс для струнного квартету, 1934.

Фортепіано
- «Ze serbskich honow», 8 фортепіанних п'єс, 1899;
- 10 фортепіанних п'є, 1940.

Вокальна музика
- «Syrotka», Кантата, 1901;
- Missa solemnis für gemischten Chor und Orgelbegleitung/ Хор з органним сопроводом, 1932;
- «Wójna a měr/Війна і мир», Ораторія, 1942/44;
- 33 Вендішські народні пісні для одного голосу та фортепіано;
- «Gaž wětšyk dujo», Хор а капела.

Інші твори
- «Heimatstimmen» — Збірник хорових пісень, 1903;
- «Naše spěwy/Наші співи» — збірник гімнів Сорбської школы 1930/31 (за участі М. Навки).

## Нагороди
- Почесний громадянин Варнсдорфа.